# Bewegingsapparaat
Het bewegingsapparaat (Medisch Latijn: tractus locomotorius), is het orgaansysteem waardoor de mens zich kan voortbewegen. Het valt onder te verdelen in:
- het passieve bewegingsapparaat, het skelet en bindweefselkapsels die steun bieden en door middel van gewrichten bewegingen mogelijk maken
- het actieve bewegingsapparaat, de skeletspieren die door samen te trekken de beweging veroorzaken

skelet ·  spierstelsel ·  spijsverteringsstelsel ·  ademhalingsstelsel ·  borstholte ·  urinewegstelsel ·  voortplantingssysteem ·  endocrien systeem ·  hart en vaatstelsel ·  lymfevatenstelsel ·  zenuwstelsel ·  zintuigen ·  huid